# Морозов, Иван Абрамович
Ива́н Абра́мович Моро́зов (27 ноября (9 декабря) 1871 года, Москва, Российская империя — 22 июля 1921 года, Карлсбад, Чехословакия) — русский предприниматель, купец — директор-распорядитель Тверской мануфактуры (1892—1900 годы), директор правления Мугреево-Спировского лесопромышленного товарищества (Ковров), член Совета Московского купеческого банка, член Московского биржевого комитета, председатель Московского купеческого собрания (1898—1899 годы), выборный Московского биржевого общества, член Российского общества химической промышленности («Руссокраска» с 1914 года), один из учредителей Российского акционерного общества коксовой промышленности и бензольного производства («Коксобензол» с 1915); меценат, коллекционер искусства, собрание которого положило начало коллекциям французской модернистской живописи в Эрмитаже и Государственном музее изобразительных искусств имени А. С. Пушкина; благотворитель — член Совета 1-го Тверского попечительства о бедных, член попечительского совета Комиссаровского технического училища и Московского коммерческого института, а также общества вспомоществования студентам Высшего Технического училища. Принадлежит к купеческой династии Морозовых.

## Биография
Иван Абрамович Морозов был вторым сыном потомственного почётного гражданина Абрама Абрамовича Морозова (1839—1882) и Варвары Алексеевны Морозовой (Хлудовой) (1848—1917).
Крещён 2 декабря в единоверческой Троицкой Введенской церкви у Салтыкова моста.

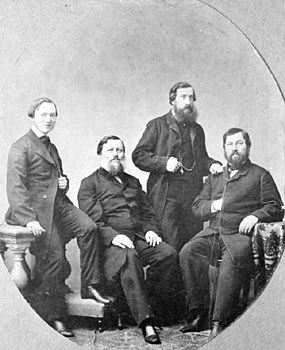
Представители всех четырёх ветвей морозовского рода. Слева направо: Абрам Абрамович Морозов (слева), Тимофей Саввич Морозов (сидит в центре), Иван Захарович Морозов и Викула Елисеевич Морозов. Начало 1860-х.

Иван Абрамович Морозов — внук Абрама Савича Морозова (1807—1856), правнук Саввы Васильевича Морозова (1770—1860) — основателя династии, создателя многочисленных фабрик.
В 1872 году при очередном разделе имущества Морозовых бумагопрядильные фабрики в Твери переходят к Абраму и Давиду Абрамовичам. Директором основанного братьями «Товарищества Тверской мануфактуры» становится Абрам Абрамович Морозов — отец Ивана.
С девяти лет Иван вместе со старшим братом Мишей посещал художественную студию Ивана Мартынова, брал уроки рисования и живописи у пейзажиста-передвижника Егора Моисеевича Хруслова (1861—1913) и Константина Коровина.
25 февраля 1882 году, на 43-м году жизни после тяжелой болезни скончался отец Ивана.
Наследуя состояние мужа, Варвара Морозова берет на себя управление всеми делами, в том числе и руководство «Товариществом Тверской мануфактуры».
В этом же году Варвара Морозова знакомится с профессором Василием Михайловичем Соболевским, который вскоре становится её гражданским мужем.
В 1885 году Варвара Морозова покупает владение князей Долгоруких на Воздвиженке и заказывает архитектору Роману Клейну построить особняк в классическом стиле.
В этом же году у Варвары Алексеевны и Василия Соболевского рождается сын Глеб (Глеб Васильевич Морозов; 1885 — после 1926).
В 1887 году открывается Психиатрическая клиника для душевнобольных имени Абрама Абрамовича Морозова на Девичьем поле, на которую Варвара Алексеевна Морозова жертвует 150 тысяч рублей.
У Варвары Алексеевны и В. М. Соболевского рождается дочь Наталья (Наталья Васильевна Морозова, 1887—1971).
Иван Абрамович Морозов в этом году после окончания реального училища поступил на химический факультет Высшей политехнической школы в Цюрихе. Во время учёбы в Швейцарии не прекращал свои занятия живописью, продолжать писать маслом, в первые годы факультативно занимался рисунком и живописью на архитектурном отделении.

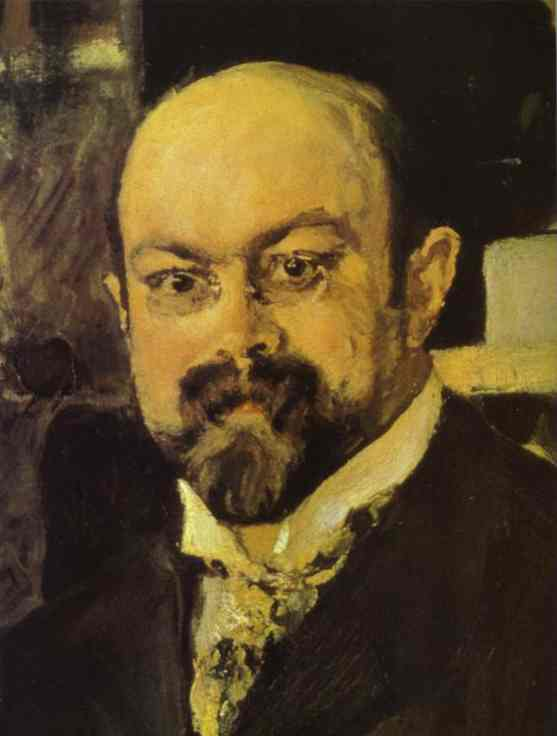
Портрет Михаила Абрамовича Морозова (фрагмент).
Валентин Серов. 1902 год.

Арсений Морозов в это время стажируется в Англии.

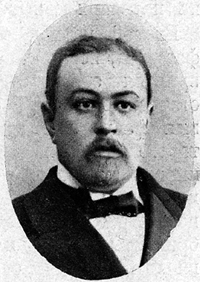
Иван Абрамович Морозов

В 1895 году Иван Морозов возвращается в Россию. В 1895 году поселяется в Твери и берёт на себя руководство (директор-распорядитель) Тверскими фабриками, так как братья — Михаил и Арсений мало интересовались семейным делом.
С 1904 по 1916 годы ему удалось умножить капитал предприятия втрое.
Максимальную прибыль фабрики получили во время Первой мировой войны благодаря заказам на хлопчатобумажные ткани, полотно и сукно для русской армии.

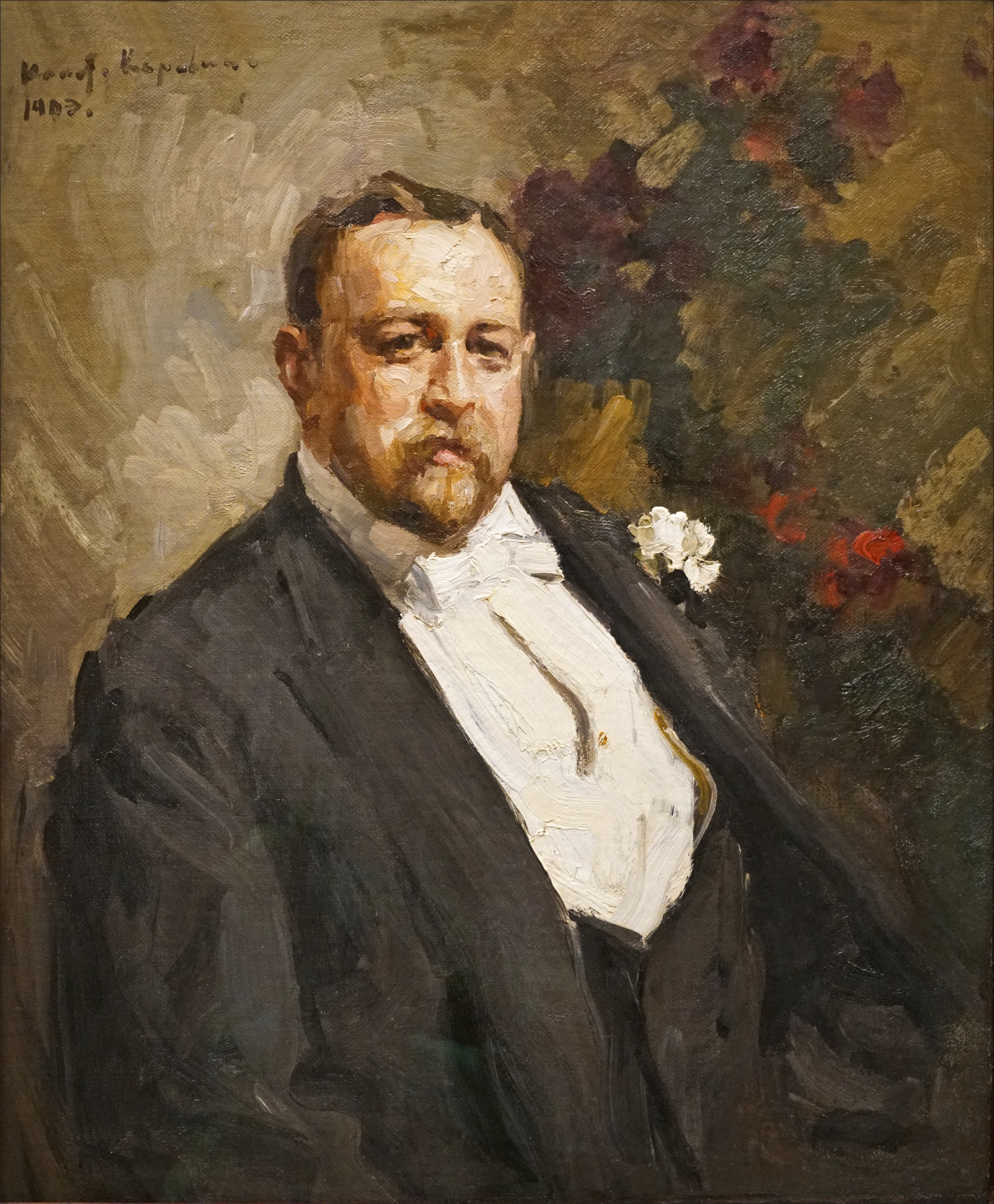
Портрет И. А. Морозова.
Константин Коровин. 1903 год.

Проживая в Твери, Морозов иногда приезжает в Москву к брату Михаилу, в доме которого, начиная с 1893—1894 годов, собирается многочисленный кружок художников, постоянными членами которого были Михаил Врубель, Валентин Серов, Константин Коровин.
Начиная с 1898 года Иван Абрамович строит здание театра для рабочих Тверской мануфактуры, 14 января 1900 года состоялось его открытие, называлось оно «Чайная и зал для спектаклей».
В 1898—1899 годы он — председатель Московского купеческого собрания.

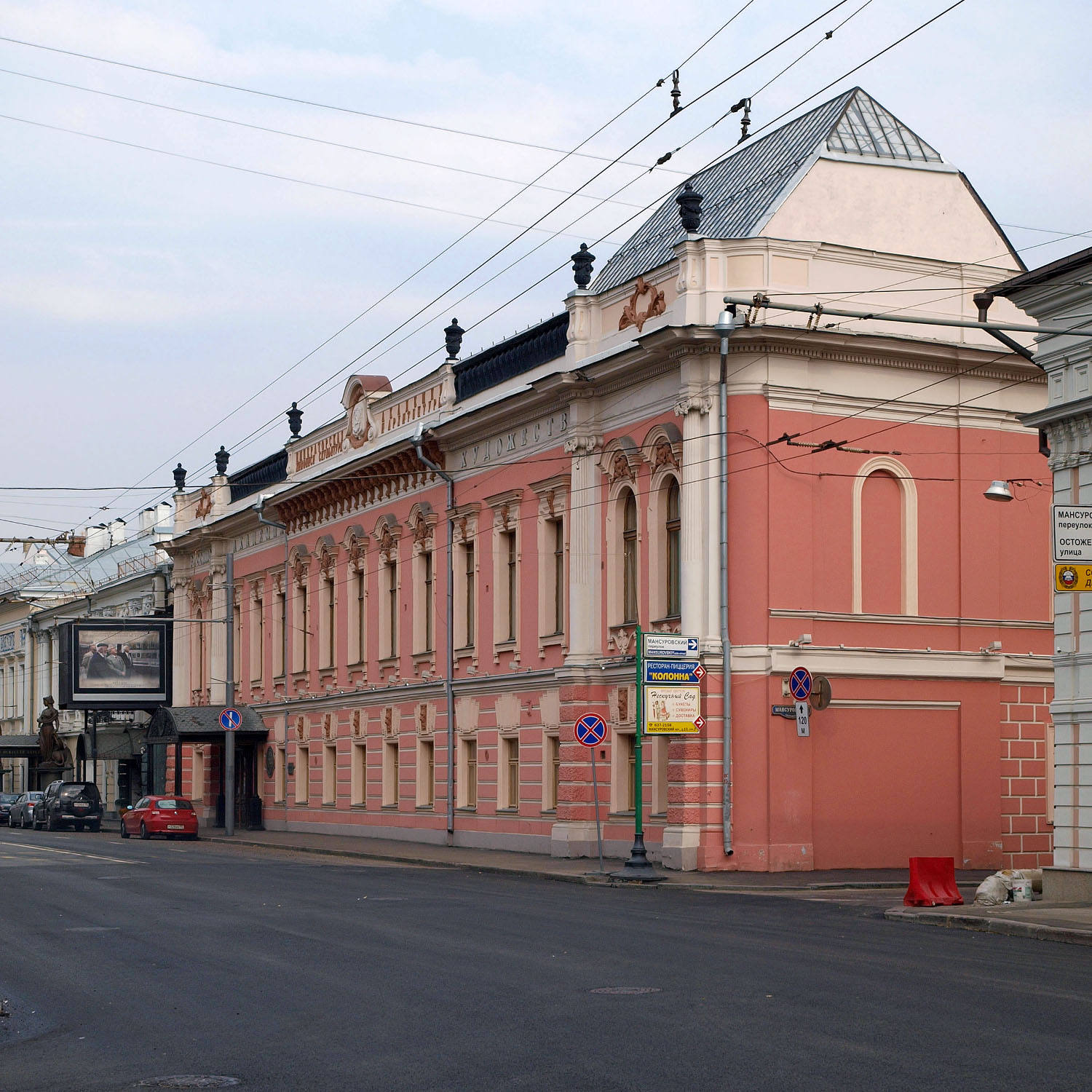
Здание Президиума Российской академии художеств на Пречистенке
(особняк Ивана Абрамовича Морозова).

В конце 1899 года — начале 1900 годов он перебирается в Москву.
Покупает у вдовы своего дяди Давида Абрамовича Морозова старинную дворянскую усадьбу на Пречистенке (улица Пречистенка, 21), уцелевшую после пожара 1812 года.
Ведёт светскую жизнь, посещает дом брата Михаила и сам устраивает званые вечера, на которых знакомится со многими литераторами, артистами и художниками. Занимается благотворительностью. Помогает Московскому университету в приобретении машины Линде для Физического института, оплатив её стоимость. Участвует в финансировании Института раковых заболеваний при Московском университете.
Под влиянием новых знакомых начинает интересоваться современной живописью и коллекционированием.
В 1900 году в Музее Художественного училища барона Штиглица проходит вторая выставка картин журнала «Мир искусства».
Некоторые картины, представленные на этой выставке, были позже куплены Иваном Морозовым («Пушкин в Михайловском» Валентина Серова, «Купальщицы» Константина Сомова).
Иван Морозов положил начало своей коллекции покупкой картин русских пейзажистов.
В 1901 году в Петербурге в залах Академии художеств открывается выставка картин журнала «Мир искусства», в рамках который проводится посмертная выставка Исаака Левитана.
Михаил Морозов за 18 тысяч франков покупает «Интимную феерию» Поля Бенара и «Мужчину, срывающего плоды с дерева» Поля Гогена, а Иван Морозов — «Осенний пейзаж» Мануила Аладжалова.
По другим данным, первой покупкой Ивана Морозова стало полотно Исаака Левитана.
В 1903 году Иван Абрамович покупает первый предмет западноевропейской живописи — холст Альфреда Сислея «Мороз в Лувесьенне» (1873, Музей изобразительных искусств им. А. С. Пушкина, Москва) за 11,5 тысячи франков.
В этом же году на средства, пожертвованные представителями семьи Морозовых, открывается Институт имени Морозовых на Девичьем поле для лечения страдающих опухолями (архитектор Роман Клейн).
И. А. Морозов вместе с братом Михаилом внесли по 30 тысяч руб.
Всего Морозовыми было внесено 150 тысяч руб.
В настоящее время в здании размещается Московский научно-исследовательский онкологический институт имени П. А. Герцена.
24 июля 1903 года у Ивана Морозова и Евдокии (Доси) Кладовщиковой, бывшей хористки ресторана «Яр», рождается внебрачная дочь Евдокия, в будущем её родители обвенчаются.
После внезапной кончины брата Михаила (1903) Иван Морозов укрепляется в решении продолжить коллекционирование французской живописи, продолжая заниматься бизнесом и общественными делами.
В 1904 году за 25 тысяч франков он покупает у Дюран-Рюэля эскиз к портрету Жанны Самари, принадлежащему его брату Михаилу.

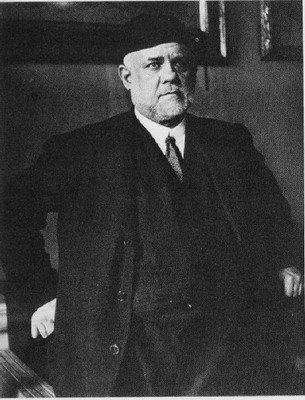
Амбруаз Воллар (1866—1939).

С этих пор Иван Абрамович постоянно ездит в Европу не пропускает ни одной значительной выставки, ни «Салона Независимых», ни «Осеннего Салона», покупая картины во время вернисажей, у парижских маршанов (торговцев произведениями искусства) (Амбруаза Воллара (1866—1939), Дюран-Рюеля, Люсьена Симона, Бернхеймов, Канвейлера и т. д.), на аукционах в Отеле Друо, или же прямо в мастерских художников.
Морозов подходил к делу обстоятельно, пользуясь советами консультантов, среди которых были художники Валентин Серов, Сергей Виноградов, Игорь Грабарь, критики Сергей Маковский и Яков Тугендхольд.
Разросшуюся коллекцию Иван Морозов размещает в своём особняке, перестроенном в 1905 году под руководством модного архитектора Льва Кекушева.
Позже к отделке особняка привлекались художники Морис Дени, Аристид Майоль, Пьер Боннар.
Однако попасть в дом собирателя было сложно, он не стремился привлечь внимание прессы и критики и не любил показывать свою коллекцию.
С 1905 года Иван Абрамович становится членом Комиссии по рабочему вопросу при Московском биржевом комитете.
В 1906 году Иван Морозов одолжил несколько картин русских художников Сергею Дягилеву для выставки «Два века Русского искусства», организованной в парижском «Осеннем Салоне».
Благодаря этому Иван Абрамович был выбран почетным членом Салона и получил Орден Почётного легиона.
На этом салоне он знакомится с художником Морисом Дени, которому в 1907 году заказывает панно для концертного зала своего особняка.

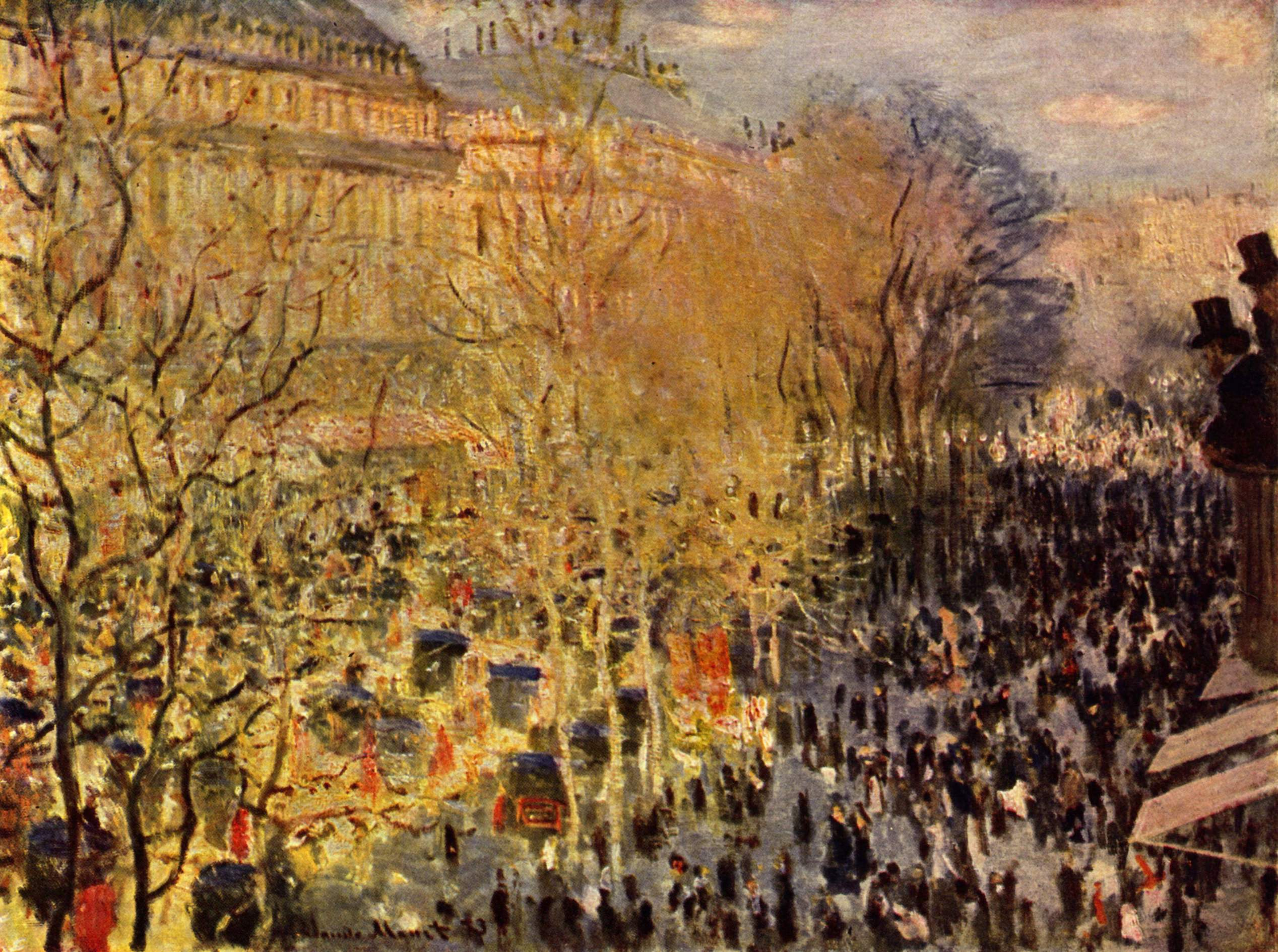
«Бульвар Капуцинок в Париже», Клод Моне, 1873, Пушкинский музей.

27 июля 1907 года Иван Морозов венчается с Евдокией Кладовщиковой и уезжает в свадебное путешествие.
Во время поездки в Париж Морозов приобретает впоследствии знаменитые полотна Поля Гогена «Разговор», «Пейзаж со стогами сена» и «Священную весну», у Дюран-Рюэля за 50 тысяч франков две картины Моне — «Бульвар Капуцинок» и «Стог сена возле Живерни». чуть позже — одну из жемчужин своей коллекции — картину «Кафе в Арле».
Начинает собирать Сезанна с покупки двух пейзажев с горой Святой Виктории, «Дороги в Понтуазе» и «Натюрморта с драпировкой».
Иван Морозов принимал участие в благотворительных акциях.
Наряду с другими московскими капиталистами пожертвовал средства на создание корпуса Ракового института на Девичьем поле (ныне Малая Пироговская улица), входил в попечительский совет основанного в 1907 для обеспечения российской промышленности и торговли кадрами московского коммерческого института.
Весной 1908 года открывается выставка «Салон Золотого руна», на которой Иван Морозов покупает за три тысячи рублей (семь тысяч франков) «Ночное кафе в Арле» Ван Гога.
В этом же году на «Осеннем салоне» Морис Дени показывает панно на тему «История Психеи», написанные для морозовского особняка, а Матисс выставляет тридцать картин; Морозов за тысячу франков покупает «Сидящую женщину» Матисса.
Сергей Щукин приводит Ивана Морозова в мастерскую Матисса.
На Ивана Абрамовича Морозова большое влияние оказала дружба с Сергеем Ивановичем Щукиным.
Благодаря Щукину Морозов знакомится с его кумирами Анри Матиссом и Пабло Пикассо и приобретает «Натюрморт с танцем» Матисса, а затем заказывает художнику пейзажи.
За триптих «Вид из окна. Танжер.», «Вход в Казба» и «Зора на террасе» Морозов заплатил 24 тысячи франков.
Из работ Пикассо в морозовском собрании были три полотна, среди них — «Арлекин и его товарищ», «Акробат на шаре».
У Воллара за 300 франков Иван Морозов покупает «Странствующих гимнастов» Пикассо.
24 декабря 1908 года от заражения крови скоропостижно скончался младший брат Арсений Морозов.

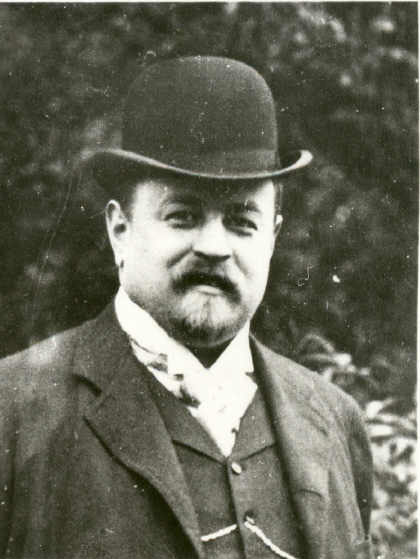
Иван Абрамович Морозов.

В 1908 году Иван Абрамович был избран председателем правления только что образованного Мугреевско-Спировского лесопромышленного товарищества.
Позже входил в число учредителей Российского акционерного общества «Коксобензол», а также «Московского банка» братьев Рябушинских.
Однако основной страстью Ивана Морозова остаётся коллекционирование предметов искусства.
За десять лет Морозов купил почти 600 картин и 30 скульптур (половину составляла русская часть).
Всего лишь за два года — 1907 и 1908 — он приобрёл более 60 картин.
Советский искусствовед Борис Терновец писал, что после 1908 года:
|  | <…> вкусы И. А. Морозова приобретают устойчивость и определённость, перед ним выясняются задачи его собирательской деятельности, и она получает ту свободу и тот размах, которые так поражали современников. Начиная с этой эпохи, И. А. Морозов расходовал систематически чрезвычайно крупные суммы на пополнение любимой коллекции. Поток картин, направляющихся из Парижа в Москву, в его коллекцию на Пречистенке, принимает фантастические размеры; можно утверждать, что в эти годы, пересечённые войной 1914, ни один из европейских собирателей нового искусства, ни один из западных музеев не обогащали своих коллекций с такой энергией и стремительностью. |

Весной 1912 года в журнале «Аполлон» опубликована статья Сергея Маковского о собрании Ивана Морозова и помещен полный каталог коллекции западной живописи, сопровожденный множеством репродукций.
Иван Морозов покупает у Воллара за 35 тысяч франков долгожданный «Голубой пейзаж» Сезанна и заказывает Боннару два новых панно для лестницы.
Осенью в Москву прибывает «Марокканский триптих», написанный Матиссом для Ивана Морозова за 24 тысячи франков.
Лео и Гертруда Стайн распродают свою коллекцию картин. «Девочку на шаре» Пикассо покупает Иван Морозов за 13 тысяч франков.

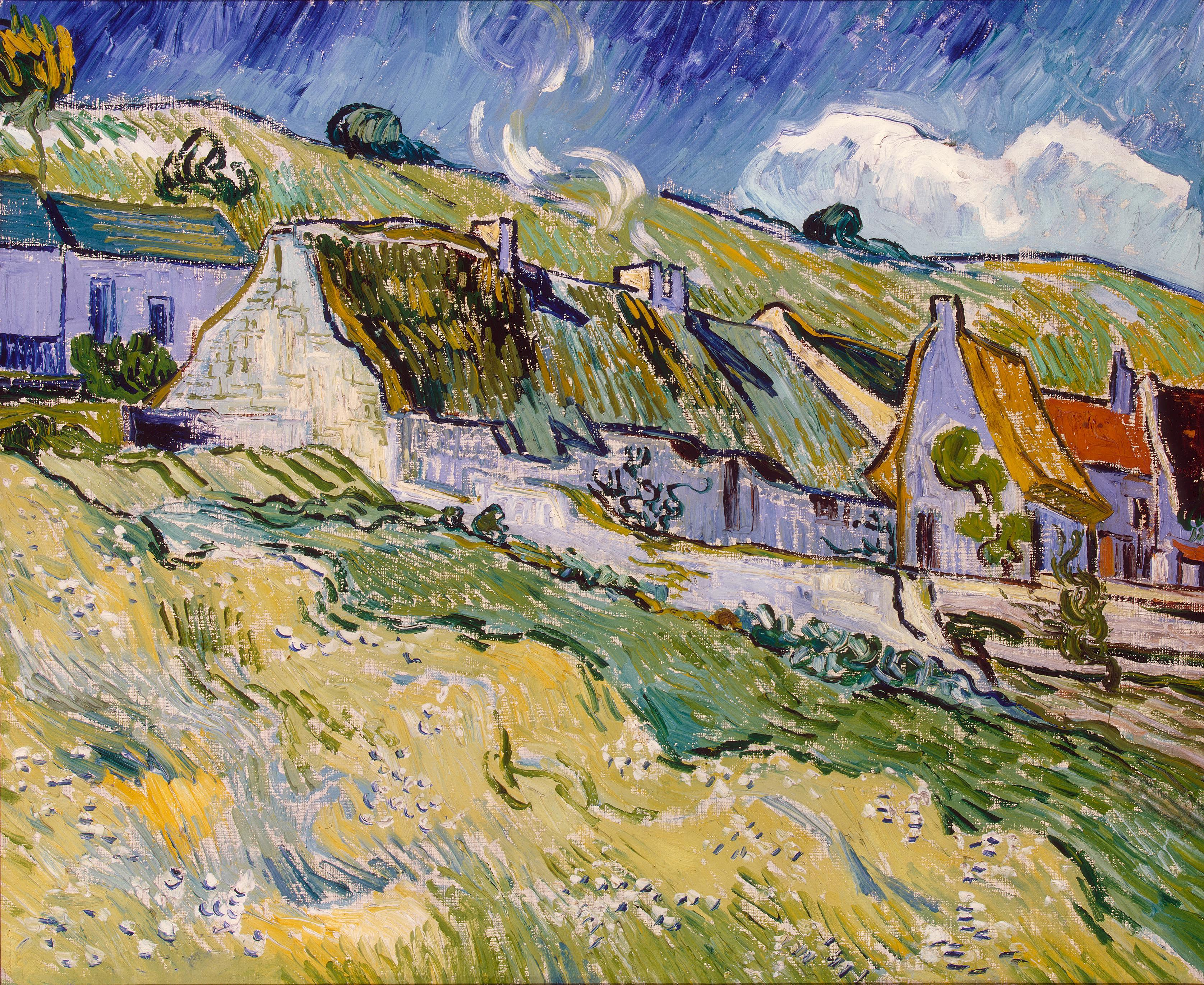
Винсент Ван Гог — «Хижины».

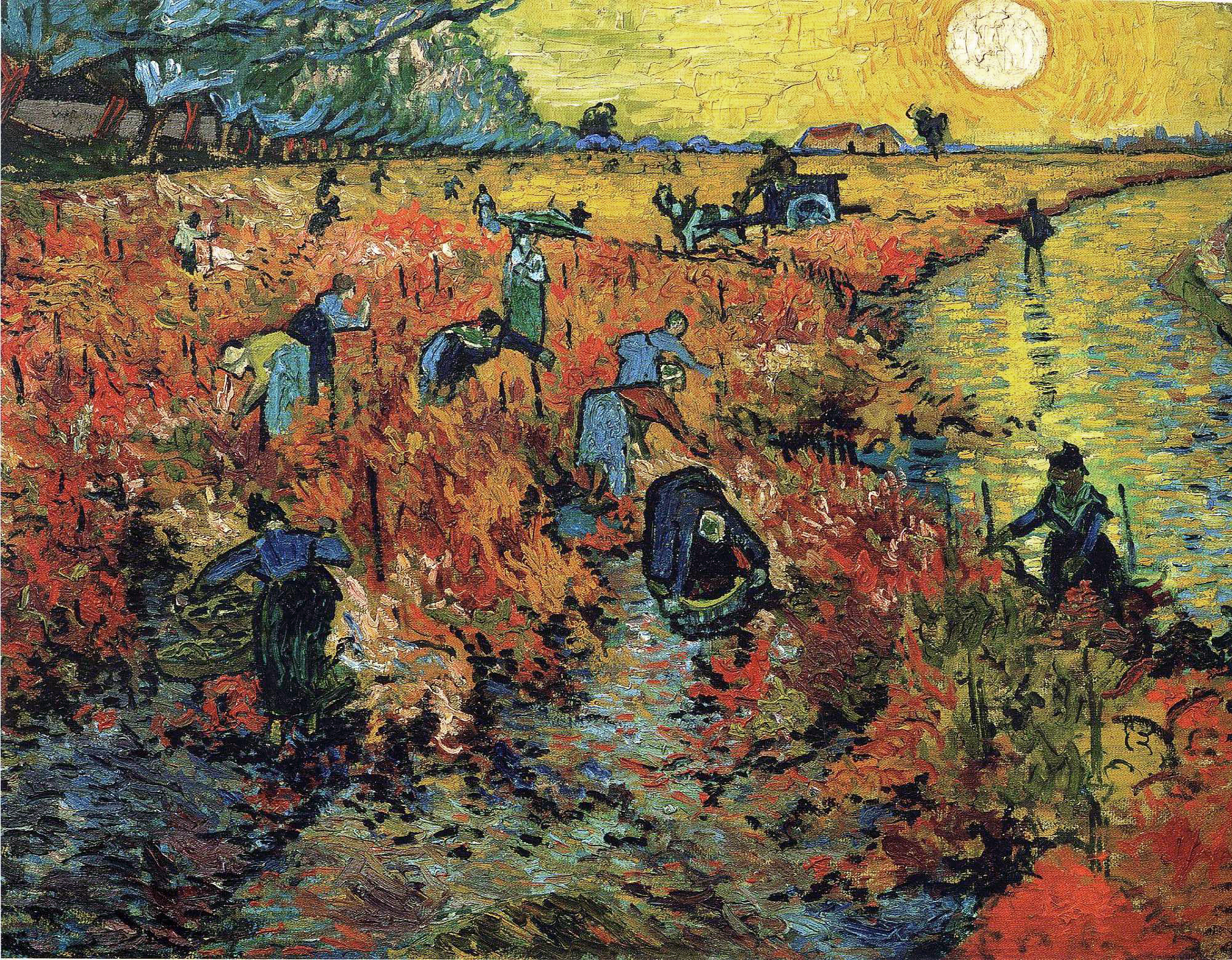
Винсент Ван Гог — «Красные виноградники в Арле».

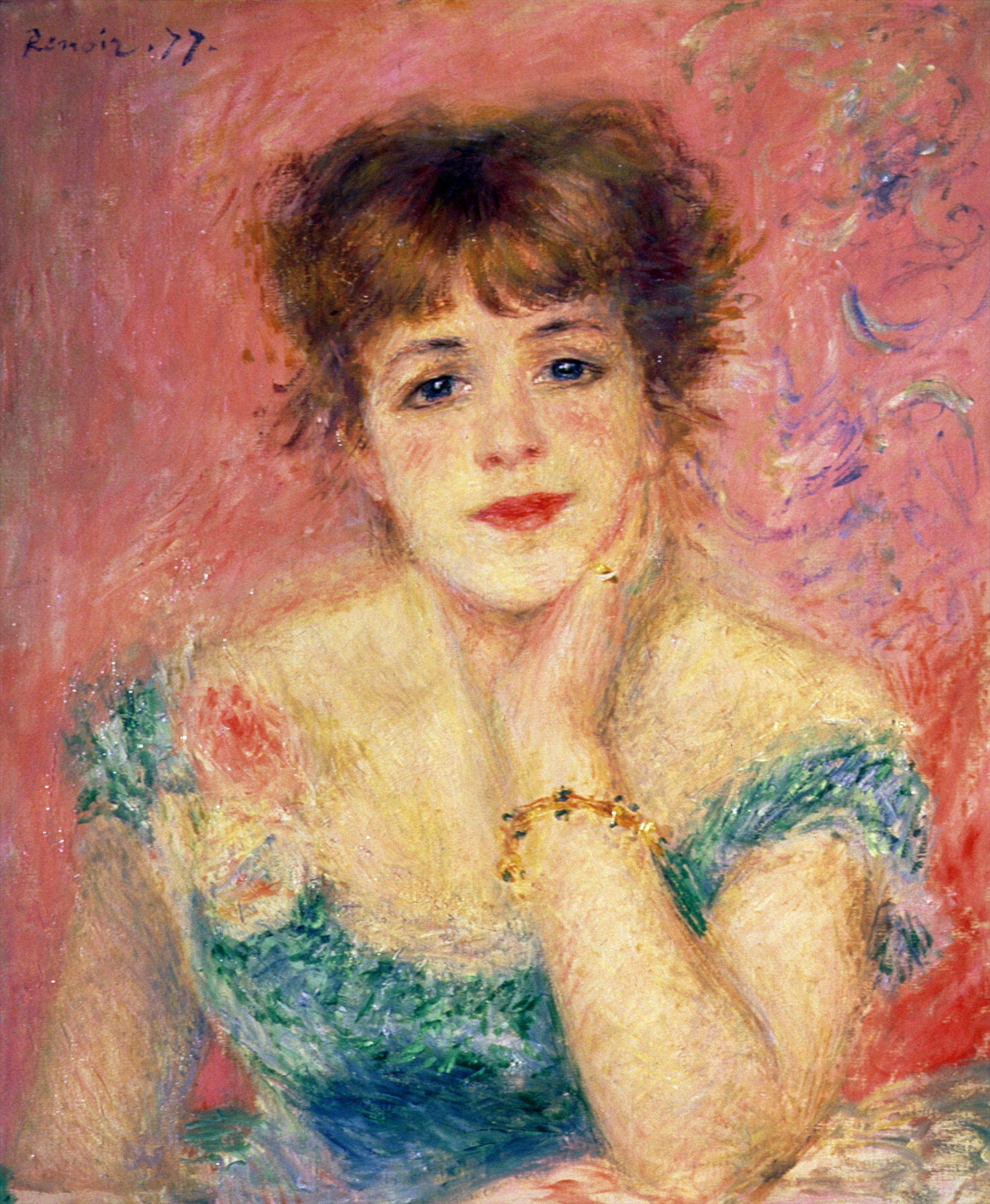
Ренуар — «Портрет актрисы Жанны Самари».

После Первой мировой войны коллекция Морозова включала свыше 250 произведений новейшей французской живописи.
Морозов был обладателем целой серии картин Винсента Ван Гога («Улица в Овере», «Красные виноградники в Арле», «Хижины», «Пейзаж в Овере после дождя» и др.), владел лучшими произведениями Ренуара («Купание на Сене», «Портрет актрисы Жанны Самари», «Девушка с веером» и др.), в собрании Морозова было 17 картин Поля Сезанна («Цветы в вазе», два вида горы Сент-Виктуар и др.).
Русская художественная школа в коллекции Морозова была представленаболее чем 100 полотнами Михаила Врубеля, Александра Головина, Натальи Гончаровой, Константина Коровина, Бориса Кустодиева, Валентина Серова, Константина Сомова и других художников.
Весной 1915 года в художественном салоне Клавдии Михайловой в Москве проходит выставка «1915 год», Иван Морозов покупает на выставке «Парикмахерскую» Марка Шагала и позднее приобретает ещё три работы Шагала: «Домик в Витебске» («Дом в местечке Лиозно»), «Вид из моего окна в Витебске», «Давид с мандолиной».
На своё увлечение Иван Морозов тратит огромные суммы, которые он мог себе позволить благодаря доходам, приносимым Морозовской мануфактурой в Твери.
Ежегодно на покупку картин уходит 200—300 тысяч франков.
Известно, что вся западная часть коллекции обошлась ему в 1 410 665 франков.
История запомнила фразу Воллара: «русский, который не торгуется».
Морозов, как и Щукин, намеревался подарить своё собрание Москве.
В 1911 году, Александр Бенуа, зная о подобном решении, в статье «Московские впечатления» отмечал, что, когда собрания С. И. Щукина и И. А. Морозова перейдут в собственность Москвы, общество «приобретёт умение разбираться в современных исканиях» и «тогда оно только и окажется в состоянии сделать серьёзную оценку и всему отечественному творчеству».
3 января 1917 года страховая стоимость коллекции И. А. Морозова определена в 560 тысяч рублей.
4 сентября 1917 года скончалась мать Ивана Абрамовича — Варвара Алексеевна Морозова.
Согласно завещанию, принадлежащие ей паи (3,5 миллиона) продаются и на вырученные деньги приобретаются государственные процентные бумаги, которые кладутся в Государственный банк под проценты.
Проценты «Товарищество Тверской мануфактуры» обязано «употребить на улучшение жилья рабочих на фабрике, на постройку для них домов и спален».
25 июня 1918 года Иван Абрамович Морозов за 60 тысяч рублей покупает последнюю картину — «Ночь с костром у реки» К. А. Коровина (местонахождение неизвестно).
Октябрьская революция изменила планы Морозова.
28 июня 1918 года выходит декрет о национализации крупной промышленности — «Товарищество Тверской мануфактуры» национализировано.
В декабре вступает в силу декрет о конфискации доходных домов и передаче учреждениям особняков — первый этаж особняка И. А. Морозова отдан под общежитие Военного округа.
Декретом от 19 декабря (по другим данным 30 декабря) 1918 года Морозовская коллекция (вместе с коллекциями Алексея Викуловича Морозова и Ильи Семёновича Остроухова) была национализирована.
11 апреля 1919 года морозовское собрание получает наименование «Вторым музеем новой западной живописи» (Щукинская коллекция составила «Первый музей»), а сам бывший владелец был назначен заместителем хранителя собственной коллекции (хранителем назначен Борис Терновец) и в течение нескольких дней исполнял эту должность, сопровождая посетителей по залам музея.
14 апреля 1919 года комендант принадлежащего некогда Ивану Абрамовичу особняка предписывает семье Морозовых срочно переехать в выделенные им три комнаты на первом этаже.
В конце апреля-начале мая 1919 года Иван Морозов вместе с женой Евдокией и дочерью навсегда покинул Россию.
Вначале они обосновались в Парижской гостинице «Мажестик», а потом в квартире на сквер Тьэр, 4 в 16-м квартале.
В это время, 1 мая 1919 года, в Москве открывается для публики «Второй музей новой западной живописи» (бывшее собрание И. А. Морозова).
15 мая 1920 года в Швейцарии Иван Морозов дает своё последнее интервью Феликсу Фенеону.
В конце 1920 года семья Морозовых посещает Лондон, где в банке хранятся средства, принадлежавшие «Товариществу Тверской мануфактуры».
18 апреля 1921 года Иван Морозов заверяет у адвоката духовное завещание, отписывая всё движимое и недвижимое имущество жене.
Иван Абрамович Морозов умер от острой сердечной недостаточности 22 июля 1921 года в 11 часов утра по дороге на воды в Карлсбад, куда направлялся на лечение. Тело перевозят в закрытом гробу, похороны назначены на 26 июля. Гроб с телом прибывает в Берлин, затем в Женеву. Место погребения Ивана Абрамовича Морозова долгое время было неизвестно. Однако недавно захоронение было обнаружено на старом кладбище в Карловых Варах.
О кончине И. А. Морозова сообщают парижские газеты «Общее дело» и «Последние новости» и берлинская «Руль».
Б. Н. Терновец печатает некролог в рубрике «Собиратели и антиквары прошлого» в ноябрьском номере журнала «Среди коллекционеров», где ошибочно указывает месяц смерти — июнь (вместо июля).

## История Морозовской коллекции после национализации
В марте 1923 года Щукинская и Морозовская коллекции были административно объединены в единый «Государственный музей новой западной живописи» (ГМНЗИ).
Директором нового музея назначен Б. Н. Терновец.
Французский отдел Морозовского отделения состоит из 252 единиц (в том числе 202 произведения живописи, 39 скульптур и 11 изделий из керамики).
В 1925 году русский отдел Морозовского отделения ГМНЗИ, насчитывающий 318 произведений русских художников (в том числе шесть скульптур), в течение двух лет передаётся в Государственную Третьяковскую галерею.
От имени художников объединения «Бубновый валет», «Мир искусства» и «Московские живописцы» Пётр Кончаловский направляет письмо председателю Моссовета Льву Каменеву в защиту Морозовского отделения: «Перенесение музея, неизбежное в случае отдачи дома другому музею, равносильно уничтожению музея».
На морозовский особняк претендует родильный приют, но благодаря вмешательству наркома иностранных дел Г. Н. Чичерина коллекция остаётся на месте.
В марте 1928 года принимается решение о передаче особняка С. И. Щукина (Б. Знаменский пер., 8) под экспозицию Музея фарфора.
В ноябре-декабре 1928 года Щукинское отделение музея перенесено в бывший Морозовский особняк на улице Кропоткина (Пречистенка, д.21).

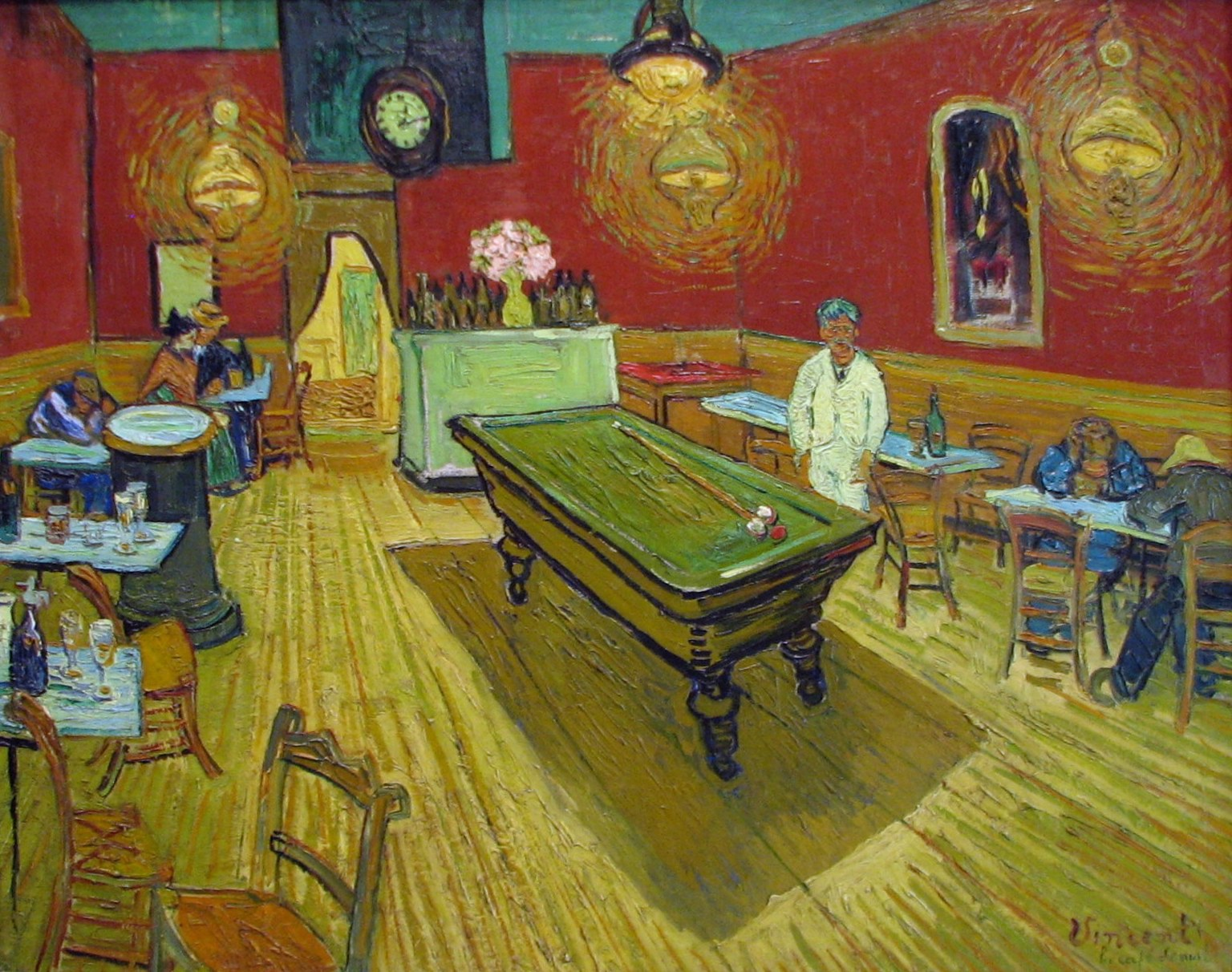
Винсент Ван Гог — «Ночное кафе».

В 1933 году два холста из Морозовской коллекции, в том числе «Мадам Сезанн в оранжерее» («Портрет мадам Сезанн») Поля Сезанна (Метрополитен-музей) и «Ночное кафе» Винсента Ван Гога (Йельский университет) были проданы американскому коллекционеру Стивену Кларку за 260 тысяч долларов. Морозовское отделение лишилось также «Певицы в зелёном» и «Подавальщицы из ресторана Дюваля» Ренуара, принадлежавших С. А. Щербатову и М. П. Рябушинскому соответственно.
1 января 1938 года Б. Н. Терновец уволен с должности директора ГМНЗИ, узнав об этом из газет.
Во время Второй мировой войны собрание Морозова вместе со всеми музейными коллекциями было эвакуировано в Новосибирск, а по возвращении в Москву в 1944 году предметы искусства долго оставались в ящиках нераспакованными находясь в Музее восточных культур[уточнить].
В 1948 году началась борьба против всех форм «космополитизма», в том числе формализма и импрессионизма в живописи.
Музейный отдел Комитета по делам искусств планировал разбросать картины по провинциальным музеям, а некоторые и вовсе уничтожить.
Однако подобный подход не был одобрен, и хотя «Музей нового западного искусства» был ликвидирован 6 марта 1948 года постановлением Совета Министров СССР, его коллекция была поделена (без какого-либо художественного принципа) между Музеем изобразительных искусств им. А. С. Пушкина и Эрмитажем.
В 1948 году в бывший морозовский особняк въехала Академия художеств СССР.
Долгое время коллекция Морозова не была доступна публике, и лишь в 1955 году в Москве и в 1956 году в Ленинграде часть картин оказалась в постоянной экспозиции.
Практически полностью коллекция Ивана Морозова доступна в постоянной экспозиции музеев начиная с середины 1960-х годов.
По некоторым данным, на начало XXI века единственным законным наследником знаменитой коллекции Ивана Морозова являлся внук Сергея Коновалова — Пётр Иванович (Пьер) Коновалов (р. 1953).
В конце 2000-х-начале 2010-х Пьер Коновалов стал всемирно известен борьбой за свои права на коллекцию своего прадеда.
По оценкам аукционного дома Сотбис, стоимость коллекции Ивана Абрамовича Морозова на 2012 год составляла 5 млрд долларов США.

## Семья

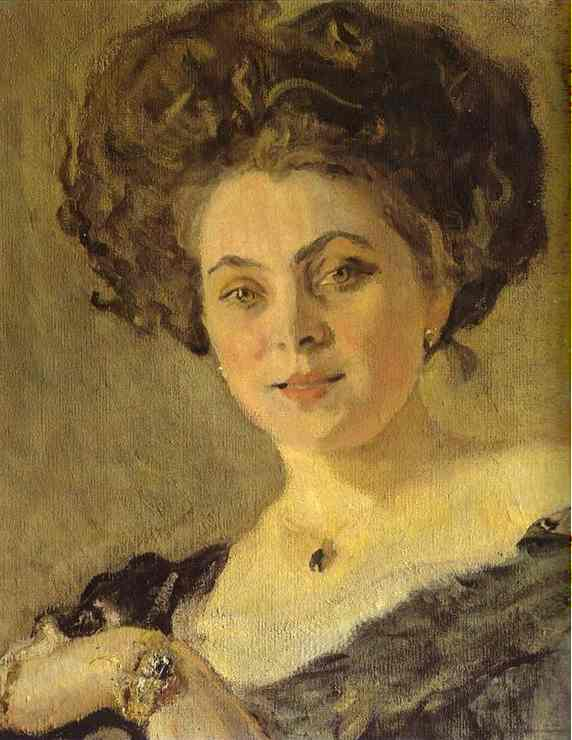
Портрет Евдокии Морозовой (фрагмент).
Валентин Серов. 1908 год.

- Жена — Евдокия Сергеевна Морозова (Кладовщикова, по сцене — Лозина[2]) (10.02.1885—04.03.1959)[12] — певица и актриса. Познакомились в 1901 в «Яре»[2]. Тайно обвенчались в 1907 году[2].

Из воспоминаний Юрия Бахрушина (сына основателя музея): «Однажды, будучи у „Яра“, немолодой уже Морозов познакомился там с одной ресторанной хористочкой. Хорошенькая, бойкая девушка произвела неожиданное впечатление на бывалого злостного холостяка. Начался сперва лёгкий флирт, затем ухаживание, а потом и роман. Эта связь тщательно скрывалась Морозовым, но с каждым днём он чувствовал всё острее значение молодой женщины в его жизни… она была скромна, не стремилась принимать участие в разговорах о предметах, в которых ничего не понимала, была весела и жизнерадостна, и в ней абсолютно отсутствовала какая-либо вульгарность». После венчания жену Морозова надо было представить «свету» — и произошло это в доме Алексея Бахрушина: «Великосветская купеческая Москва встретила молодую Евдокию Сергеевну Морозову сдержанно, с явным недоверием, внимательно приглядываясь, как она ест, как разговаривает, как себя держит. Но молодая Морозова держала себя так просто, делала всё так непринуждённо, словно она всю жизнь только и вращалась в подобном обществе. К концу вечера наиболее податливые сердца уже смягчились, и молодые получили несколько приглашений. Сражение было выиграно. А через несколько лет Евдокия Сергеевна стала уже полновластным членом московского большого света, и единственно, что осталось за ней на всю жизнь, это наименование Доси».
- Дочь — Евдокия (Дося) Ивановна Морозова (24.07.1903—27.12.1974) — рождена вне брака, удочерена отцом в 1916 году[2].

С 25 января 1922 года замужем за Сергеем Александровичем Коноваловым (31.10.1899—12.02.1982), венчание проходило в Православном кафедральном соборе на улице Дарю.
После этого перестаёт общаться с матерью.
В декабре 1922 году родила сына, названного в честь деда Иваном.
Брак распался в конце 1937 года.
Сергей Коновалов переезжает в Англию, где возглавляет кафедру русского языка и литературы в Оксфордском университете.
Внук — Иван Сергеевич (Жан) Коновалов (10.12.1922—30.01.2002) был женат на Ольге Ильиной-Амитиной (28.04.1929—08.09.1998).
Правнук — Пётр Иванович Коновалов (род. 22.06.1953) женат на Екатерине Ермаковой (24.09.1967).

## Память
1 июня 2012 года состоялась премьера снятого к 100-летию Государственного музея изобразительных искусств имени А. С. Пушкина фильма Леонида Парфёнова «Глаз божий», в первой части которого значительное внимание уделено Ивану Морозову и Сергею Щукину, чьи собрания стали основой коллекции французской модернистской живописи будущего музея.
4 декабря 2014 года в Санкт-Петербурге в здании Главного Штаба были открыты новые постоянные экспозиции Государственного Эрмитажа, где на 4-м этаже была размещена коллекция произведений французских импрессионистов из собрания Морозовых и С. И. Щукина. Эта экспозиция получила название Галерея памяти Сергея Щукина и братьев Морозовых